# ماریا سورویلو
ماریا سورویلو (انگلیسی: Maria Sorvillo؛ زادهٔ ۱۰ مارس ۱۹۸۲) بازیکن فوتبال اهل ایتالیا است.
وی همچنین در تیم ملی فوتبال زنان ایتالیا بازی کرده‌است.